# 博爾蒂根
博爾蒂根（德語：Boltigen）是瑞士的城鎮，位於該國中部，由伯恩州負責管轄，面積77.02平方公里，五成土地是農地，海拔高度814米，2011年人口1,367，人口密度每平方公里18人。

## 外部連結
- Official Website of the Boltigen Community （页面存档备份，存于）